# Yani de Simone
Yani de Simone Pires da Silva (Rio de Janeiro, 28 de fevereiro de 1989) é uma cantora, compositora, empresária, DJ e dançarina brasileira. 
Começou a carreira aos 18 anos como dançarina do cantor Mr. Catra, onde ganhou fama como Mulher Filé, uma derivação de Mulher-fruta.

## Carreira
Nascida na Vila da Penha, no Rio de Janeiro, Yani é filha única e precisava se esconder da avó para escutar funk, já que ela sempre muito religiosa não gostava de ver a neta dançando o gênero. Depois que atingiu idade para frequentar bailes, Yani logo estreou como dançarina do Mr. Catra. O cantor a selecionou quando a viu dançando freneticamente durante um de seus shows. Depois disso ela virou a 'Musa do Pisca BumBum', dançando a canção "Bumbum Se Conquista" nas apresentações com Catra por todo o país. Foi então que o empresário visionário Pedro Moraes percebeu o alcance de Yani e pensou em dar um nome de fruta para ela. "Eu não queria ser igual às outras. Eu não tinha silicone, era miúda. E eu era dançarina, já elas não eram nada. Então o Pedro falou ‘vamos colocar Mulher Filé, vindo contra tudo o que está aí’. Afinal, homem não gosta de fruta, gosta de carne". A Mulher Filé tomou o lugar de Yani e de dançarina, ela passou a ser a estrela principal do palco, agora cantando. Aos 20 anos deixou sua marca gravada em um DVD da Furacão 2000 com o hit "Eu Viro Celebridade". Depois bombaram "Estaladinha" – que foi sucesso no exterior e a levou para Suíça, Itália e Angola – "Me Arrebenta", "Príncipe Encantado" e "Bota Devagarinho". Outro importante trabalho foi "Machuka", música que ela gravou em 2010 com o rapper americano Lil Jon.
Em novembro de 2011, gravou pela primeira vez uma canção de funk melody, a "Tá Calor Tá Quente".
Em janeiro de 2013, gravou o videoclipe da canção "Quero Mais". Ainda em 2013, participou do reality show A Fazenda 6.
Em 21 de outubro de 2014, foi liberado o videoclipe de sua canção "Striptease" no canal da Motor Music no YouTube, onde usou o nome artístico Yani Filé.
Em junho de 2015, anunciou sua turnê "Reinventar" e revelou que estava dando uma aposentada na personagem Mulher Filé e investindo em outros gêneros musicais além do funk carioca: "Com a postura que eu tinha antes, era difícil para as pessoas enxergarem esse meu outro lado de cantora. Quero que elas vejam a minha evolução como artista. Montei uma banda ótima, com bons músicos, e também um balé. No meu novo show, vou cantar outros ritmos musicais, não só o funk. Vai ser um funk pop." Em 3 de outubro do mesmo ano, lançou em seu canal oficial do YouTube o videoclipe da canção "Te Provocar".
Em 2022, nasce sua primeira filha, Luna, em São Paulo.

## Discografia

### Singles
- "Eu Viro Celebridade" (2009, DVD Clima dos Bailes)
- "Estaladinha" (2010)
- "Me Arrebenta" (2010)
- "Príncipe Encantado" (2011)
- "Mulher Come Come" (2011)[10]
- "Bota Devagarinho" (2011)
- "Tá Calor Tá Quente" com Don (2012)
- "Quero Mais" (2013)
- "Striptease" (2014)
- "Te Provocar" (2015)
- "Braba na Dança" (2016)

### Participações
- "Machuka" (2010, canção de Lil Jon)[11]
- "Eu e ela na boate" (2011, canção de MC Chará)[12]
- Carnafunk 2013 (2013, trilha sonora do filme)[13]

## Televisão
| Ano  | Título                      | Cargo                    | Nota                     |
| ---- | --------------------------- | ------------------------ | ------------------------ |
| 2008 | Casseta & Planeta, Urgente! | Ela mesma                | Episódio: "7 de outubro" |
| 2013 | A Fazenda                   | Participante (6.º lugar) | Temporada 6              |
| 2015 | Lucky Ladies                | Participante             |                          |

## Revista
- Outubro de 2008 - Edição especial da Playboy[18]